# Embu (Kenya)

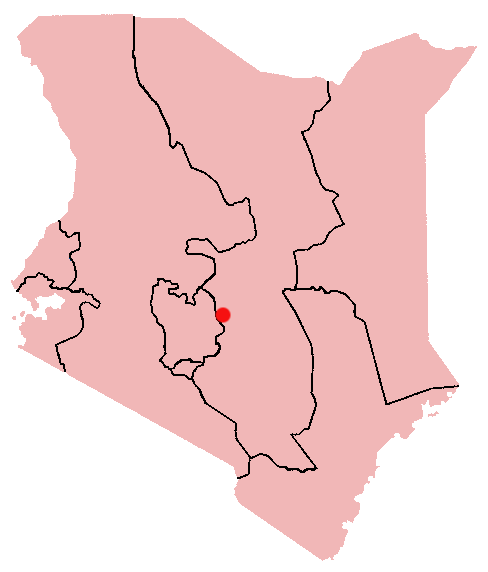
Embus läge i Kenya.

Embu är huvudort i distriktet Embu i provinsen Östprovinsen i Kenya. År 1999 hade staden 41 092 invånare.